# Championnats du monde de BMX 2024
Navigation
Édition précédente Édition suivante
Les Championnats du monde de BMX 2024, 28e édition des championnats du monde de BMX organisés par l'Union cycliste internationale, ont lieu du 12 au 18 mai 2024 à Rock Hill en Caroline du Sud aux États-Unis.
Il s'agit de la dernière chance pour obtenir des points dans la course à la qualification pour les Jeux olympiques de 2024.

## Programme
Le BMX Racing World Challenge se déroule du 12 au 15 mai avec des compétitions dans les catégories Challenge et Masters. La catégorie Challenge contient des compétitions pour les tranches d'âge allant des enfants de 5 ans aux adultes de plus de 35 ans. 
Les championnats du monde proprement dits sont organisés les 17 et 18 mai pour les femmes et les hommes dans les catégories élites, moins de 23 ans et juniors (17/18 ans), avec le calendrier suivant :
- Vendredi 17 mai : 1er tour, repêchage, huitièmes de finale
- Samedi 18 mai : quarts de finale, demi-finales, finales

## Podiums
| Épreuves               | Or                | Argent          | Bronze            |
| ---------------------- | ----------------- | --------------- | ----------------- |
| Épreuves masculines    |                   |                 |                   |
| Course élites          | Joris Daudet      | Niek Kimmann    | Sylvain André     |
| Course moins de 23 ans | Pedro Benalcazar  | Patrick O'Brien | Jason Noordam     |
| Course juniors         | Joshua Jolly      | Niels Appermont | Valentino Vallejo |
| Épreuves féminines     |                   |                 |                   |
| Course élites          | Alise Willoughby  | Zoé Claessens   | Daleny Vaughn     |
| Course moins de 23 ans | Veronika Stūriška | Emily Hutt      | Bella May         |
| Course juniors         | Teya Rufus        | Lily Greenough  | Ava Corley        |

## Classements
| Pos                                | Cycliste        | Pays     |
| ---------------------------------- | --------------- | -------- |
|                                    | Joris Daudet    | 32,735   |
| Médaille d'argent, Coupe du Monde  | Niek Kimmann    | + 0,565  |
| Médaille de bronze, Coupe du Monde | Sylvain André   | + 1,129  |
| 4                                  | Carlos Ramírez  | + 1,217  |
| 5                                  | Alfredo Campo   | + 2,158  |
| 6                                  | Rico Bearman    | + 2,189  |
| 7                                  | Mauricio Molina | + 2,333  |
| 8                                  | Kye Whyte       | + 16,819 |

| Pos                                | Cycliste         | Pays     |
| ---------------------------------- | ---------------- | -------- |
|                                    | Alise Willoughby | 32,513   |
| Médaille d'argent, Coupe du Monde  | Zoé Claessens    | + 0,373  |
| Médaille de bronze, Coupe du Monde | Daleny Vaughn    | + 1,009  |
| 4                                  | Felicia Stancil  | + 1,770  |
| 5                                  | Laura Smulders   | + 2,103  |
| 6                                  | Carly Kane       | + 2,742  |
| 7                                  | Leila Walker     | + 2,819  |
| 8                                  | Saya Sakakibara  | + 10,010 |

## Tableau des médailles
| Rang  | Nation           | Or | Argent | Bronze | Total |
| ----- | ---------------- | -- | ------ | ------ | ----- |
| 1     | Australie        | 2  | 0      | 1      | 3     |
| 2     | États-Unis       | 1  | 1      | 2      | 4     |
| 3     | France           | 1  | 0      | 1      | 2     |
| 4     | Équateur         | 1  | 0      | 0      | 1     |
| 4     | Lettonie         | 1  | 0      | 0      | 1     |
| 6     | Pays-Bas         | 0  | 1      | 1      | 2     |
| 7     | Belgique         | 0  | 1      | 0      | 1     |
| 7     | Grande-Bretagne  | 0  | 1      | 0      | 1     |
| 7     | Nouvelle-Zélande | 0  | 1      | 0      | 1     |
| 7     | Suisse           | 0  | 1      | 0      | 1     |
| 11    | Argentine        | 0  | 0      | 1      | 1     |
| Total | Total            | 6  | 6      | 6      | 18    |